# Sia (mitologia)
Na mitologia egípcia, Sia (Também escrito Saa) foi a deificação do conceito de sabedoria, que é o que significa o nome na cosmogonia Enéade. 

## História
Devido à conexão entre sabedoria e escrita, Sia era frequentemente representado segurando um papiro. Sendo um conceito de sabedoria, Sia era invocado geralmente para proteger o coração (que os egípcios acreditavam gravar todas as ações) no mundo inferior.
Mais tarde, afirmava-se que Atum separou esse aspecto dele mesmo através da extração ou corte de seu próprio pênis e o transformou em Sia e Hu (a deificação da palavra criação). O nascimento violento fez com que Sia fosse invocado para proteger os genitais dos mortos.
Posteriormente, quando Atum e Rá foram identificados como sendo um só, tornando-se Atum-Ra, Sia tornou-se também filho de Ra.